# Ramalina moranii
Ramalina moranii är en lavart som beskrevs av Bowler & Rundel. Ramalina moranii ingår i släktet Ramalina och familjen Ramalinaceae.   Inga underarter finns listade i Catalogue of Life.